# La Brière (film)
Pour les articles homonymes, voir La Brière et Brière (homonymie).
Ne doit pas être confondu avec La Prière (film).
Pour plus de détails, voir Fiche technique et Distribution.
La Brière est un film muet français en noir et blanc, réalisé par Léon Poirier, sorti en 1925. 
Adapté du roman d'Alphonse de Châteaubriant, le film a été tourné pour partie en décors naturels dans la commune de Saint-Joachim sur l'île de Fédrun, à l'été 1924.

## Synopsis
Aoustin, dit Lucifer, est le garde de la Brière, vaste marais situé à l'embouchure de la Loire. Il vit avec sa famille dans l'île de Fedrun. Sa fille Théotiste fait la connaissance de Jeanin, un garçon venant du village voisin de Mayun.
Le maire de Fédrun informe le garde Aoustin qu'une société veut exploiter le marais de Brière pour l'assécher. Il faut que les habitants de la Brière fassent la preuve de leur droit de propriété coutumier pour préserver leur mode de vie rural. Il charge Aoustin de retrouver les lettres patentes de la duchesse Anne donnant aux Briérons la propriété de leur sol, faute de quoi la Brière serait vendue.
Aoustin s'oppose au mariage de sa fille avec un « étranger », méprisant les gens des villages situés de l'autre côté du marais. Démuni face à sa femme qui défend sa fille, il quitte son foyer et regagne dans sa maison natale. Les lettres patentes restant introuvables, une mission d'étude vient arpenter la Brière. Jaloux de leurs privilèges et hostiles à toute influence extérieure, les briérons excités par une vielle femme folle, Florence, chassent brutalement la mission.
Le garde reconduit Florence dans son refuge isolé en plein marais où, parmi d’autres papiers, il retrouve enfin les fameuses lettres patentes qu’il cherche en vain depuis des mois et qui vont enfin sauver sa terre.
Les syndics de la Brière chargent Aoustin de porter ces lettres chez l’avocat à Nantes. Avant qu’il ne se mette en route, Jeanin lui renouvelle son désir d’épouser Théotiste. Exaspéré par un nouveau refus, le jeune homme attend le garde sur le chemin, tire sur lui, le blesse et le laisse étendu sur place. Théotiste affolée, ayant le pressentiment du drame, cherche son fiancé à travers la Brière. Florence, la folle, la recueille épuisée de terreur et de fatigue.
On a transporté Aoustin à l’hôpital. Il a refusé de dénoncer son agresseur, se réservant de se venger lui-même. Il revient à Fédrun plusieurs mois après, amputé de la main gauche. Ainsi diminué, il est destitué de sa fonction de garde-chasse. Théotiste est dénoncée pour avoir avorté et envoyée en prison.
Pour Aoustin, le moment est venu de se venger de Jeanin. Armé de son fusil, il s’en va à la demeure de Jeanin, le conduit, en le tenant en joue, et l'enferme dans sa propre maison. Théotiste, rentrée chez elle, devient folle et doit être internée. Aoustin se sent vaincu. Son amour pour son pays l’a rendu injuste pour son enfant : c’est lui qui porte la faute. Il libère Jannin et, douloureusement, fait son mea culpa.

## Fiche technique
- Titre : La Brière
- Réalisation : Léon Poirier
- Scénario et dialogues : Léon Poirier, d'après le roman éponyme d'Alphonse de Chateaubriant
- Photographie : Lucien Bellavoine et Georges Specht
- Décors : Robert-Jules Garnier
- Musique : Paul Ladmirault
- Société de production : Compagnie universelle cinématographique
- Tournage : de mars à juin 1924
- Pays de production :  France
- Format :  Noir et blanc - 1,33:1 - 35 mm - Muet
- Genre : Film dramatique
- Durée : 106 minutes
- Dates de sortie : 
  - France : 9 janvier 1925 (Nantes)
  - France : 23 janvier 1925 (Paris)

## Distribution
- José Davert : Aoustin
- Laurence Myrga : Théotiste
- Jeanne Marie-Laurent : Aoustine
- Armand Tallier : Jeanin
- Eugénie Nau : Florence
- Emilie Prévost : Julie
- Renée Wilde : Marie
- M. Mouton : le maire Moyon
- Jean Charton : Cendron
- Thomy Bourdelle
- Madame Lacroix

## Production
Pour tourner les scènes d'extérieur de son film en décors naturels, Léon Poirier a séjourné trois mois en Brière de mai à juillet 1924 à Saint-Joachim, conseillé et guidé sur place par l'auteur du roman qu'il adapte à l'écran, Alphonse de Châteaubriant. La presse s'est faite l'écho de difficultés rencontrées par la production pour le tournage du film. Un article de l'hebdomadaire L'Illustration de juillet 1924 détaille les difficultés rencontrées par le réalisateur dans ce « pays inhospitalier », en butte à une « hostilité sournoise » des habitants.
Afin de s'assurer la collaboration des habitants et trouver des figurants, la production organisa une fête avec des joutes et des courses en chaland, ainsi qu'un concours de coiffes traditionnelles, doté de nombreux prix. « Toute la population de la Brière se trouva conquise et le travail cinématographique s'acheva dans une atmosphère de réelle cordialité ».
L'atmosphère humide des marais et les conditions climatiques imposèrent de fortes contraintes techniques. « Grâce à l'habileté avec laquelle les opérateurs ont su profiter des moindres rayons de soleil - si rares pendant l'été pluvieux dont vous n'avez pas perdu le souvenir - les vues prises ont une belle clarté et la luminosité des images projetées est d'une rare qualité ».

## Accueil
Le film est sorti le 9 janvier 1925 pour deux semaines d'exclusivité à Nantes au cinéma Katorza, rue Corneille, puis à partir du 23 janvier à Paris en exclusivité au Madeleine-Cinéma, 14 boulevard de la Madeleine. Une campagne d'encarts publicitaires dans les principaux quotidiens nationaux a accompagné cette sortie en salles pour attirer les 500 000 lecteurs du roman et les inviter à contempler en images La Brière telle que l'a décrite A. de Chateaubriant : « Léon Poirier est arrivé à temps pour filmer la pittoresque Brière avant que le Progrès soit parvenu à en modifier le caractère. »

« Jamais spectacle n'aura été attendu avec une telle impatience : jamais autant d'empressement n'aura été mis par le public nantais à se ruer - c'est le mot - dans une salle de cinéma. (...) Le légitime succès du beau roman de notre illustre compatriote, M. A. de Chateaubriant, le décor familier à tous nos compatriotes dans lequel se déroule le drame, suffisent à justifier amplement cet empressement du public. »

Pendant les deux semaines d'exclusivité du film La Brière au cinéma Katorza les recettes ont atteint le chiffre de 19 000 francs.
Pour le film, une partition musicale a été spécialement écrite par M. Paul Ladmirault. Elle était mise à la disposition des exploitants de salle.

« Très documenté sur le folklore de la Basse-Loire, vivant une grande partie de l'année aux confins du Morbihan et des marais briérons, Paul Ladmirault était tout qualifié pour évoquer l'âme du pays des chalandières. (...) L'exécution de la partition est confiée aux soins éclairés de M. Aimé Lachaume et des excellents instrumentalistes du Madeleine-Cinéma. »

Le critique du quotidien Le Temps rapporta cependant comment lors de la soirée de gala donnée à l'occasion de la sortie du film cette œuvre musicale avait été malmenée, « Le magnifique effort de Ladmirault qui a écrit cinquante-cinq "numéros" symphoniques pour le film de Léon Poirier, n'a pas été récompensé. Cette splendide collaboration n'a pas été appréciée à sa valeur. ».
« Un très grand film qui fait grandement honneur à la production française » écrit le journal Le Phare. Le Petit Journal le décrit comme « un film profondément français et il ne manquera pas d'émouvoir ceux qui sont las des chevauchées du Far West ». Si la qualité du jeu des acteurs est soulignée par l'ensemble des commentateurs, celle de l'adaptation du roman est discutée. Certains ont décelé une faiblesse dans la mise en scène toute subjuguée face à l'atmosphère de la Brière elle-même. Ainsi du chroniqueur de Paris-Soir : « J'attendais un film vivant et d'une grande intensité dramatique et je n'ai maintenant que l'impression d'avoir feuilleté simplement un copieux album de belles photographies ».